# Harenwilen
Harenwilen ist eine Ortschaft der Gemeinde Hüttlingen im Bezirk Frauenfeld des Kantons Thurgau in der Schweiz.
Bis 1998 war Harenwilen eine Ortsgemeinde der Munizipalgemeinde Hüttlingen. Am 1. Januar 1999 fusionierten die Ortsgemeinden Harenwilen, Eschikofen, Hüttlingen und Mettendorf zur politischen Gemeinde Hüttlingen.

## Geographie
Das Haufendorf Harenwilen liegt an der Nordflanke des Wellenbergs. Die Ortsgemeinde bestand aus dem Dorf Harenwilen und den Weilern Buchschoren, Burghof, Chrattenhof und Neuhof.

## Geschichte

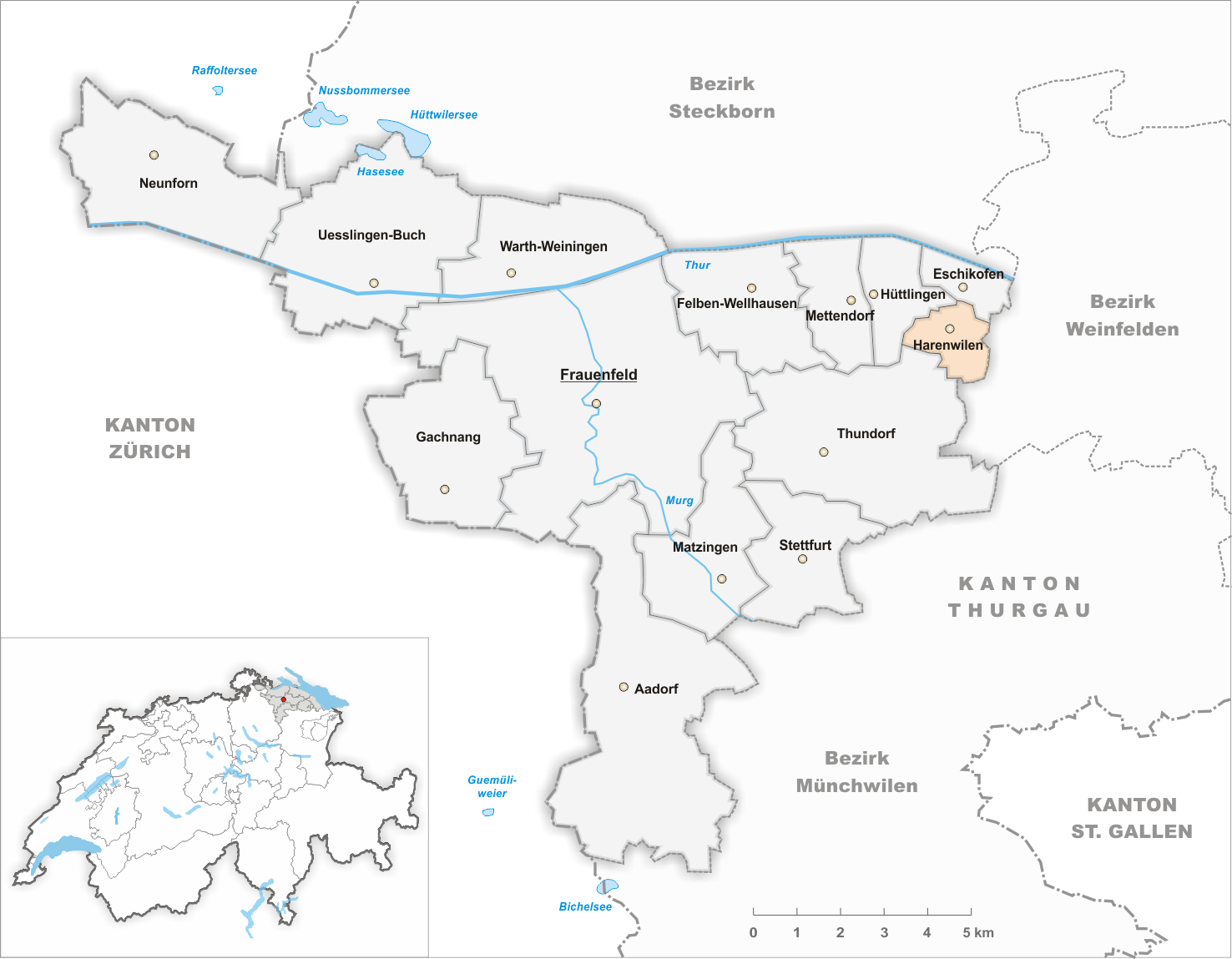
Gemeindestand vor der Fusion im Jahr 1999

Von 1246 bis 1415 befand sich unweit von Burghof der Sitz der Herren von Ochsenhard, die Dienstleute der Herren von Griesenberg waren. Im 16. Jahrhundert zerfiel die Burg. Vor 1798 gehörte Harenwilen zu den sogenannten Hohen Gerichten, die dem eidgenössischen Landvogt im Thurgau direkt unterstanden. Harenwilen war stets nach Hüttlingen kirchgenössig und teilte kirchlich dessen Schicksal.
Bis ins 19. Jahrhundert herrschte Ackerbau vor, dann zunehmend Vieh- und Milchwirtschaft. Ausserdem wurde in Harenwilen eine Sägerei betrieben. Bis heute wird der Charakter von Harenwilen durch die Landwirtschaft geprägt, die immer noch der wichtigste Erwerbszweig ist.

## Bevölkerung
| Jahr         | 1850  | 1900  | 1950  | 1990  | 2000  | 2010  | 2018    | 2023    |
| Ortsgemeinde | 91    | 93    | 79    | 60    |       |       |         |         |
| Ortschaft    |       |       |       |       | 29    | 33    | 57 Anm. | 53 Anm. |
| Quelle       | [ 3 ] | [ 3 ] | [ 3 ] | [ 3 ] | [ 4 ] | [ 5 ] | [ 2 ]   | [ 6 ]   |

Von den insgesamt 53 Einwohnern der Ortschaft Harenwilen am 31. Dezember 2023 waren 27 (50,9 %) evangelisch-reformiert und 16 (30,2 %) römisch-katholisch.